# Farní sbor Českobratrské církve evangelické v Trutnově
Farní sbor Českobratrské církve evangelické v Trutnově je sborem Českobratrské církve evangelické v Trutnově. Sbor spadá pod Královéhradecký seniorát.
Farářem sboru je Tomáš Molnár a kurátorkou sboru je Věra Konečná.

## Faráři sboru
- Pavel Pokorný (1985-1999)